# Terence Vancooten
Terence Vancooten (Kingston upon Thames, Inglaterra; 29 de diciembre de 1997) es un futbolista de Guyana nacido en Inglaterra que juega en la posición de defensa con el Burton Albion FC de la Football League One.

## Carrera

### Club
| Periodo   | Club                           |
| --------- | ------------------------------ |
| 2015-2016 | Staines Town FC                |
| 2016-2017 | Reading FC                     |
| 2016      | → Billericay Town FC (cedido)  |
| 2017      | → Basingstoke Town FC (cedido) |
| 2017-2024 | Stevenage FC                   |
| 2024-     | Burton Albion FC               |

### Selección nacional
Debutó con Guyana el 7 de octubre de 2017 en un partido amistoso ante Granada donde jugó de titular que terminó con derrota por 0-1. Fue convocado para jugar en la Copa de Oro de la Concacaf 2019, en la primera aparición de Guyana en una competición internacional, donde fue titular en los tres partidos
Su primer gol internacional lo anotó el 30 de marzo de 2021 en la victoria por 4-0 sobre Bahamas por la clasificación de Concacaf para la Copa Mundial de Fútbol de 2022.